# Samsung Galaxy S Advance
Samsung Galaxy S Advance (também conhecido como o Galaxy S II Lite) é um smartphone Android que foi anunciado em janeiro de 2012 e lançado em abril de 2012 como um variante "avançado" do original Galaxy S.
Atualmente, o Android deste dispositivo tem uma atualização oficial para a versão 4.1.2 (Jelly Bean) "que atualmente já está vindo no smartphone de loja", porém, em dezembro de 2013 a Samsung abriu uma possibilidade para que talvez o Advance tenha uma atualização para o Android 4.4 (Kit Kat). Entretanto, em anúncio, a Samsung não o mencionou entre os aparelhos que receberão essa atualização.

## Especificações
- Android 2.3.6 (Gingerbread)
- Tela Super AMOLED
- Processador Dual-Core 1GHz
- 768 MB de Memória RAM
- 8 GB de Memória Interna
- Tela de 4 Polegadas
- Densidade de Pixel de 233 ppi
- Câmera Traseira 5 MP
- Resolução 2592 x 1944 pixel
- Flash de Led
- Câmera Dianteira 1.3 MP
- Grava Videos a 720p 30fps